# Nomen instrumenti
Nomen instrumenti (pluralis nomina instrumenti) är ett verbalsubstantiv som betecknar instrumentet för verbhandlingen, till exempel såg (av såga).